# Nuño de Guzmán
Nuño Beltrán de Guzmán ou às vezes Nuño de Guzmán (ca. 1490 – 1558) foi um conquistador espanhol e administrador colonial na Nova Espanha, em particular do território então conhecido como Nova Galiza.

## Juventude
Nuño Beltrán de Guzmán nasceu em Guadalajara, Espanha, em uma antiga família nobre. Seu pai era um rico comerciante e um alto Condestável na Inquisição espanhola. A família de Guzmán apoiou o príncipe Carlos na Revolta dos Comuneiros e alcançou a gratidão do Imperador posteriormente. Nuño Beltrán de Guzmán recebeu alguma instrução em direito, mas nunca concluiu a graduação. Durante algum tempo ele serviu como um dos 100 guarda-costas reais de Carlos V, e acompanhou o imperador numa viagem à Flandres em 1522, e empreendeu sensíveis missões diplomáticas.

## Governo de Pánuco
Em 1525 ele foi nomeado governador do território autónomo de Pánuco. Viajou com Luis Ponce de León e chegou em Hispaniola em 1526, mas lá adoeceu e não chegou ao México até maio de 1527, imediatamente assumiu o cargo.  Sua nomeação foi rejeitada pela facção pró-Cortés da luta pelo poder no México colonial, mas ele tinha o apoio do Conselho das Índias e da Coroa espanhola, que o viam como um contrapeso para a figura de Cortés cujas aspirações ao poder preocupavam o rei da Espanha.
A postura de Guzmán como governador de Pánuco era severa contra os espanhóis e brutal contra os índios. Ele reprimiu duramente os apoiadores de Cortés em Pánuco, acusando alguns deles de deslealdade à Coroa ao apoiarem a reivindicação de Cortés ao título de vice-rei, alguns foram despojados de seus bens, outros foram julgados e executados. Ele também incorporou terras das províncias adjacentes à província de Pánuco. Estas ações levaram a Nova Espanha à beira de uma guerra civil entre Guzmán e partidários de Cortés liderados pelo governador da Nova Espanha, Alonso Estrada, quando Estrada enviou uma expedição para recuperar as terras desapropriadas por Guzmán. Durante o processo judicial contra Cortés em 1529, Guzmán acusou Cortés de ser um traidor e um rebelde. O Bispo Juan de Zumárraga, que havia viajado com Guzmán para Hispaniola, por sua vez o acusou de ser aliado de Diego Velázquez  e de ter sido um inimigo jurado de Cortés antes mesmo de ter colocado os pés na Nova Espanha.
Como governador Guzmán também instituiu um sistema de comércio de escravos em Pánuco. Durante uma incursão ao longo do Río de Las Palmas em 1528, ele permitiu que cada soldado montado levasse 20 escravos e cada soldado a pé levasse 15. Em 1529, emitiu permissões escravistas individuais no valor de mais de 1000 escravos. Inicialmente Guzmán não permitiu que os soldados vendessem escravos para a exportação, exceto em troca de gado, mas depois ele concedeu mais de 1.500 licenças de escravos (cada uma permitia a tomada de entre 15 e 50 escravos), em um período de oito meses.
O comérico de escravos em Pánuco expandiu quando Guzmán se tornou Presidente da Audiência e ele possuia escravos índios contrabandeados para Pánuco e enviados para o Caribe. Escravos índios comprados eram marcados no rosto. Comprar escravos não era explicitamente proibido no período antes de 1528. A partir de 1528, o comércio de escravos ficou sob um maior controle real, mas não foi proibido. As normas de 19 de setembro de 1528, exigiam que os proprietários de escravos apresentassem prova da legalidade da aquisição de quaisquer escravos antes da marca. Em 1529, a Coroa começou uma investigação sobre as empresas escravistas de Guzmán.
Independentemente de sua falta de sucesso como governador, em 1529, Guzmán foi nomeado presidente da primeira Audiencia, que o Conselho das Índias e a Coroa instalaram para verificar os empreendimentos de industriosos particulares, tais como Cortés, em Nova Espanha.

## Chefe da primeira Audiencia
Nos anos seguintes à conquista do México Central por Hernán Cortés, Nova Espanha havia sido governada por um governo militar, geralmente com os objetivos de maximizar os ganhos econômicos pessoais pelos conquistadores espanhóis. Na esperança de estabelecer um governo mais ordenado, para reduzir a autoridade de Cortés, e garantir a autoridade da Coroa espanhola no Novo Mundo, em 13 de dezembro de 1527, o governo metropolitano de Carlos V em Burgos nomeou a Real Audiência para assumir o governo da colônia. Esta Audiencia consistia de um presidente e quatro oidores (juízes). Nuño Beltrán de Guzmán foi nomeado presidente. Seus oidores eram Juan Ortiz de Matienzo, Diego Delgadillo, Diego Maldonado e Alonso de Parada; estes dois últimos adoeceram durante a viagem para a Nova Espanha e morreram logo após a chegada.
Na época Guzmán era governador de Pánuco, então Carlos ordenou aos juízes para se reunirem em Veracruz e de lá fazerem uma entrada conjunta na capital. Os quatro da Espanha, no entanto, não esperaram a chegada de Guzmán, e seguiram diretamente para a capital. Eles chegaram em 8 de dezembro de 1528, assumindo o governo no dia seguinte. Tiveram uma boa recepção por parte do governo da cidade. Guzmán chegou alguns dias depois que os outros.
O primeiro bispo do México, Juan de Zumárraga, havia chegado na capital, poucos dias antes dos oidores.
As instruções dadas para a Audiencia incluiam uma recomendação para um bom tratamento dos povos indígenas e uma diretiva para que a investigação sobre a conduta de Cortés e seus companheiros Pedro de Alvarado, Alonso de Estrada, Rodrigo de Albornoz, Gonzalo de Salazar e Pedro Almíndez Chirino fosse concluída no prazo de 90 dias. A maioria destes companheiros havia participado do governo nos anos provenientes enquanto Cortés estava em Honduras, com muitos em combate entre si e injustiças contra a população, tanto espanhóis como indígenas.
O próprio Cortés estava agora na Espanha, onde estava defendendo a sua conduta e reclamando sua perda de autoridade para Carlos. Cortés teve algum sucesso com seu recurso, sendo nomeado Marqués del Valle de Oaxaca e recebeu algumas outras honrarias.
No entanto, Guzmán agora estava a cargo da Nova Espanha. Entre seus atos oficiais estava a colocação de placas que ostentavam o brasão real sobre os principais edifícios da capital, para enfatizar que a soberania residia no rei, não em Cortés. Ele mandou prender Pedro de Alvarado por questionar a lealdade de Gonzalo de Salazar. Já havia alguma animosidade entre Cortés e Guzmán, porque o primeiro tinha sido relutante em reconhecer este último como governador de Pánuco. Os acontecimentos posteriores fizeram dos dois inimigos.
A Audiência também proibiu a comunicação direta com o tribunal na Espanha. Esse ato foi tão eficaz que o bispo Zumárraga sentiu a necessidade de esconder uma carta selada em cera em um barril, para ser contrabandeada para as autoridades espanholas por um marinheiro aliado.
Em 1530, após o regresso de Hernán Cortés para a Nova Espanha, Guzmán foi exonerado do cargo de Presidente da Audiência e então nomeado governador de Nova Galiza. Como governador de Nova Galiza, ele continuou sua política de submissão violenta de índios da La Gran Chichimeca e entrou em conflito com as autoridades da Igreja, como Juan de Zumárraga, o bispo nomeado protetor dos índios, e bispo de Michoacán Vasco de Quiroga. Ele também fundou várias cidades que ainda existem, como Zacatecas, Querétaro e Guadalajara. Em 1531 Zumarraga  publicou um tratado condenando a campanha de Guzmán de 1529 como injusta. Guzmán, que tinha até então feito muitos inimigos, caiu em desgraça com as autoridades e a Segunda Audiencia. Em 1533 ele foi exonerado do governo de Pánuco e em 1534 do de Nova Galiza. Em 1537 foi acusado de traição, preso e depois expulso da Nova Espanha.

## Conquista do México Ocidental
Em 1529, Guzmán deixou Juan Ortiz de Matienzo responsável pela Audiencia. Então, reunindo uma força militar de 300 a 400 conquistadores descontentes e entre 5.000 e 8.000 índios Náuatles aliados, Guzmán se estabeleceu, em 21 de dezembro de 1529, a oeste da Cidade do México para conquistar terras e povos que até então haviam resistido à conquista. Entre os oficiais nesta expedição estava Pedro Almíndez Chirino.
A campanha começou com a tortura e execução do Cazonci tarasca Tangaxoán II, um poderoso aliado indígena da Coroa espanhola. Guzmán passou a lançar uma campanha feroz contra as terras dos chichimecas na província que se tornou conhecida como Nova Galiza, chegando até Culiacán. Parte do objetivo da expedição era encontrar a lendária Cíbola, As Sete Cidades de Ouro.
Esta expedição foi descrita como um "empreendimento genocida". Geralmente, os conquistadores atacavam uma aldeia indígena, roubavam o milho e outros alimentos, destruíam e queimavam as casas e torturavam os líderes nativos para reunir informações sobre as riquezas que poderiam ser roubadas de lá, ou de povoamentos próximos.
Os espanhóis foram recebidos pacificamente em Tzintzuntzan por Tangaxoán II, o cazonci  do Estado Tarasca, que em grande parte coincide com o moderno estado mexicano de Michoacán. Tangaxoán deu a Guzmán presentes de ouro e prata e lhe forneceu soldados e provisões. No entanto, Guzmán ordenou a sua prisão e tortura a fim de fazê-lo revelar a localização de reservas de ouro escondidas. Presumivelmente, não havia mais ouro, porque Tangáxuan não revelou sob tortura. Guzmán ordenou que ele fosse arrastado por um cavalo e depois queimado vivo.
Enquanto isso, na Cidade do México, as ações da Audiencia atraiam a atenção de Juan de Zumárraga, bispo do México, que colocou a Audiencia sob uma interdição eclesiástica em 7 de março de 1530. A causa imediata da interdição foi um caso de violação de santuário. A Audiencia tinha violentamente retirado do convento de San Francisco um servo de Cortés acusados de crimes graves, e dois religiosos, Cristóbal de Angulo e García de Llerena.
Implacável, Guzmán continuou a repressão violenta sobre os povos dos atuais estados de Jalisco, Zacatecas, Nayarit e Sinaloa. Neste último estado, ele fundou a cidade de San Miguel de Culiacán em 29 de setembro de 1531. Guzmán voltou a Tepic onde montou seu quartel-general e de lá enviou novas expedições. Em uma delas fundou as cidades de Santiago de Galicia de Compostela e Purificación. Em outra viajou até o estado atual de Sonora. Suas violentas expedições em terras chichimecas foram a principal causa da Guerra do Mixtón.

## Fundação de Guadalajara na Nova Espanha
Em 1531 (provavelmente em janeiro), um dos capitães de Guzman, Cristóbal de Oñate, fundou uma pequena cidade perto de Nochistlán a qual deu o nome de "Guadalajara". Dois anos mais tarde Guzmán visitou a cidade e, a pedido de seus habitantes, que estavam com medo de ataques de índios e não tinham água suficiente, ele ordenou que se transferisse para Tonalá. Isso ocorreu em 24 de maio de 1533. Mais tarde, depois que Guzmán retornou para a Espanha, a cidade foi transferida novamente para Tlacotan, (nordeste da atual Zapopan). Isso ocorreu provavelmente entre outubro de 1541 e fevereiro do ano seguinte.

## Reino de Nova Galiza

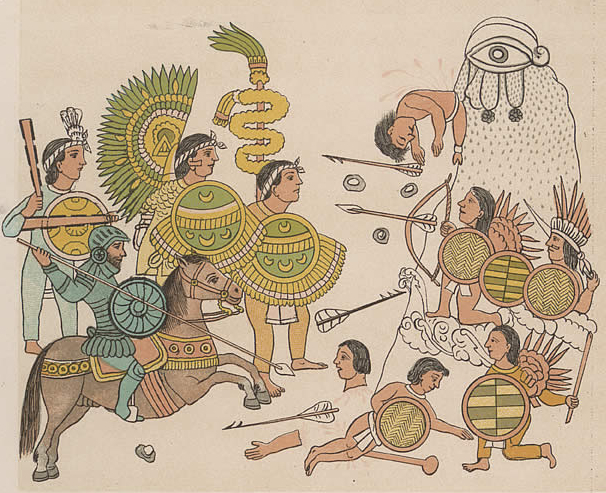
Conquistadores espanhóis e aliados Tlaxcaltecas invadem Jalisco.

Nuño Beltrán de Guzmán chamou de "Conquista del Espíritu Santo de la Mayor España" os territórios que ele explorou e conquistou. No entanto, a rainha da Espanha, Joana de Castela, mãe de Carlos V, não aprovou o nome. Por um decreto real de 25 de janeiro de 1531, ela deu o nome de Reino de Nueva Galicia.
O território se estendia desde o Rio Lerma até Sonora, com sua capital em Compostela. Nova Galiza era uma entidade separada e não estava sob a autoridade da Audiencia da Cidade do México, mas ainda fazia parte da Nova Espanha.
Guzmán continuou o massacre de índios no nordeste do México durante sete anos, conquistando uma vasta área que abrange um terço do México atual. Muitos nativos foram mortos ou vendidos como escravos nas ilhas do Caribe, atos que fizeram o conquistador ganhar o apelido de Guzmán, o sangrento.
Um cronista do século XIX da Conquista referiu-se a Beltrán de Guzmán como "o governador mais detestável de Pánuco e talvez o homem mais depravado que já pôs os pés em Nova Espanha"

## Últimos anos na Espanha
Relatos do  modo como Guzmán tratava os índios chegaram à Cidade do México e Espanha, e, a pedido do bispo Zumárraga, a Coroa enviou Diego Pérez de la Torre para investigar o caso. Guzmán foi preso em 1536. Ele foi mantido prisioneiro por mais de um ano e depois enviado para a Espanha em grilhões. Foi libertado da prisão do Castelo de Torrejón , em 1538. Em 1539 ele retornou à sua posição de guarda-costas real contino  Em 1552 Guzmán escreveu um memorial contendo sua própria versão dos acontecimentos que levaram à sua queda. Em seu relato, ele justificou a sua execução do Cazonci Tarascan como sendo necessário para trazer uma regra cristã da lei para a área, e garantiu que: "na verdade nenhuma execução mais justa foi realizada em toda a Nova Espanha, e se eu fosse merecedor de qualquer punição seria por ter duvidado por alguns dias sobre a possibilidade de realizá-la.
Em 1558 escreveu seu último testamento, descoberto em 1973, nele, Guzmán é descrito como um nobre indigente lutando para salvar seus herdeiros de suas dívidas, tendo até mesmo que penhorar suas relíquias para pagar seus remédios. No testamento, ele pediu que alguns dos bens que foram confiscados dele fossem devolvidos aos seus herdeiros, e os salários ainda devidos a ele por seus anos como governador e presidente, fossem pagos e entregues aos seus herdeiros. Por afeição, ele deixou a maioria de seus bens para uma mulher, Sabina de Guzmán, que tinha cuidado dele em sua doença. Também deixou bens para a Ordem Franciscana, apesar dos conflitos que teve com seus membros na Nova Espanha.Guzmán provavelmente morreu em Valladolid em 1558 em 6 de outubro ou pouco depois.